# Huralikamena Halli, Krishnarajanagara
Huralikamena Halli là một làng thuộc tehsil Krishnarajanagara, huyện Mysore, bang Karnataka, Ấn Độ.